# Le Fétiche Maya
Le Fétiche Maya est un jeu vidéo d'action-aventure, développé par Silmarils, sorti en 1989 sur Microsoft Windows, Amiga et Atari ST.

## Accueil
Génération 4 a présenté le jeu en avant-première dans son numéro 15.
Le magazine Raze écrit que le jeu est un exemple divertissant du genre action-aventure. ASM Magazine conclut qu'« il n'y a absolument aucun sentiment dans ce jeu ». Joystick pense que le jeu conviendrait aux « amateurs d'aventures exotiques ». Generation 4 note que le titre passe sans problème d'un « jeu d'aventure graphique et animé » à une « phase de simulation de conduite de jeep ». MegaOcio écrit qu'il « peut parfaitement côtoyer d'autres classiques de la même catégorie ». MicroMag estime qu'il « mélange habilement les paysages et l'action ».
Amiga Games l'a évalué à 58 %.